# Фурмановский сельсовет
Фурмановский сельсовет — сельское поселение в Первомайском районе Оренбургской области Российской Федерации.
Административный центр — посёлок Фурманов.

## История
9 марта 2005 года в соответствии с законом Оренбургской области № 1907/315-III-ОЗ образовано сельское поселение Фурмановский сельсовет, установлены границы муниципального образования.
Законом Оренбургской области от 12 мая 2015 года № 3228/870-V-ОЗ сельские поселения Тюльпанский сельсовет и Фурмановский сельсовет были преобразованы, путём объединения, в сельское поселение Фурмановский сельсовет.

## Население
| 2010  | 2012  | 2013  | 2014  | 2015  | 2016  | 2017  |
| ----- | ----- | ----- | ----- | ----- | ----- | ----- |
| 1790  | ↘1768 | ↘1744 | ↘1714 | ↘1655 | ↗2006 | ↘1961 |
| 2018  | 2019  | 2020  | 2021  |       |       |       |
| ↘1930 | ↘1890 | ↘1818 | ↘1754 |       |       |       |

## Состав сельского поселения
| № | Населённый пункт | Тип населённого пункта          | Население |
| - | ---------------- | ------------------------------- | --------- |
| 1 | Башкировка       | посёлок                         | 124       |
| 2 | Источный         | посёлок                         | 35        |
| 3 | Конное           | село                            | 69        |
| 4 | Мансурово        | село                            | 412       |
| 5 | Назаровка        | посёлок                         | 345       |
| 6 | Приречный        | посёлок                         | 199       |
| 7 | Пруды            | посёлок                         | 72        |
| 8 | Тюльпан          | посёлок                         | ↘431      |
| 9 | Фурманов         | посёлок, административный центр | 534       |